# Luis Manso
Luis Manso (Madrid, 1961) és un productor i director de cinema espanyol, productor de la majoria de les pel·lícules dirigides per Javier Fesser. Diverses de les seves pel·lícules van obtenir diversos guardons, com Camino (2007), Mortadel·lo i Filemó (2008), Bienvenidos (2015) i Campeones (2018) que va aconseguir tres premis Goya, entre ells el de Millor pel·lícula en 2019.
El 1992 va fundar, al costat de Javier Fesser, la productora Películas Pendelton, amb la qual ha produït la majoria de les seves pel·lícules.
El 2008 va obtenir el Goya a la millor direcció de producció amb Camino.
La producció de Campeones va suposar un llarg itinerari des de la idea, que va ser rebutjada per la majoria de les productores, fins al guió final que es va refer en funció de les aportacions dels actors, molts d'ells discapacitats autèntics.

## Filmografia
- 2018 Ni distintos ni diferentes: Campeones (Documental-Making off)
- 2018 Campeones
- 2017 Adivina (Curt)
- 2016 17 años juntos (Curt)
- 2016 Servicio Técnico (Curt)
- 2015 Bienvenidos (Curt)
- 2015 Hostal Edén (Curt)
- 2014 Mortadel·lo i Filemó contra en Jimmy el Catxondo /
- 2013 Dolor (Curt)
- 2013 Invictus: El correo del César (Curt)
- 2012 Depresión (Curt)
- 2011 Amigos...
- 2010 Última voluntad (Curt)
- 2008 Camino
- 2006 Cándida
- 2005 Real, la película (Documental)
- 2004 En el mundo a cada rato (Documental)
- 2004 Binta y la gran idea (Curt)
- 2003 Mortadel·lo i Filemó
- 1998 El milagro de P. Tinto
- 1995 El secdleto de la tlompeta (Curt)
- 1994 Aquel ritmillo (Curt)

## Premis i nominacions
- 2004 Goya Millor Direcció de Producció: Mortadel·lo i Filemó (2003)
- 2009 Goya Millor Pel·lícula: Camino
- 2015 Goya Millor Pel·lícula d'Animació: Mortadel·lo i Filemó contra en Jimmy el Divertit
- 2019 Goya Millor Pel·lícula:  Campeones
- 2019 Goya Millor Actor Revelació (Jesús Vidal):  Campeones
- 2019 Goya Millor Cançó Original:  Campeones (cançó de Coque Malla: Este es el momento)
- 2015 Festival de Cinema de l'Alfàs del Pi: Millor Guió: Benvinguts (al costat de Javier Fesser i Guillermo Fesser)